# Felton (Delaware)
Felton és un poble dels Estats Units a l'estat de Delaware. Segons el cens del 2000 tenia 784 habitants.

## Demografia
Segons el cens del 2000, Felton tenia 784 habitants, 297 habitatges, i 217 famílies. La densitat de població era de 488,2 habitants/km².
Dels 297 habitatges en un 42,1% hi vivien nens de menys de 18 anys, en un 48,5% hi vivien parelles casades, en un 18,5% dones solteres, i en un 26,9% no eren unitats familiars. En el 20,9% dels habitatges hi vivien persones soles el 9,4% de les quals corresponia a persones de 65 anys o més que vivien soles. El nombre mitjà de persones vivint en cada habitatge era de 2,63 i el nombre mitjà de persones que vivien en cada família era de 3,04.
Per edats la població es repartia de la següent manera: un 29,3% tenia menys de 18 anys, un 8,3% entre 18 i 24, un 36,9% entre 25 i 44, un 16,7% de 45 a 60 i un 8,8% 65 anys o més.
L'edat mediana era de 33 anys. Per cada 100 dones de 18 o més anys hi havia 82,2 homes.
La renda mediana per habitatge era de 42.589 $ i la renda mediana per família de 44.875 $. Els homes tenien una renda mediana de 32.857 $ mentre que les dones 24.375 $. La renda per capita de la població era de 17.854 $. Aproximadament el 9,5% de les famílies i el 10,4% de la població estaven per davall del llindar de pobresa.

## Poblacions més properes
El següent diagrama mostra les poblacions més properes.